# Primitive
Primitive – drugi album grupy Soulfly wydany w 2000 roku nakładem Roadrunner Records.

## Opis
Prace nad kolejnym albumem Soulfly podjęto w 1999 w Phoenix. Nagrania zostały zrealizowane w studiu nagraniowym The Saltmine Studio Oasis w mieście Mesa we współpracy z producentem muzycznym Tobym Wrightem.
Piosenka „Primitive” została tworzona na początku istnienia grupy i umieszczona wraz z utworem „Eye for an Eye” na demo przekazanym do wytwórni Roadrunner Records.  Płytę promował teledysk w reżyserii Thomasa Mignone'a do utworu „Back to the Primitive”. W jego końcowym obrazie pojawia się Ozzy Osbourne, którego sfilmowano wypowiadającego słowo primitive latem 2000 podczas festiwalu Ozzfest.
W utworze „Terrorist” Tom Araya śpiewa słowa Night will come and I will follow / For my victims no tomorrow, pochodzące z piosenki pt. „Criminally Insane” na albumie Reign in Blood (1986) jego grupy Slayer, zaś tu po tym Cavalera wykrzykuje słowa Non-conformity in my inner self / Only I guide my inner self, pochodzące z piosenki „Inner Self”, wydanej na płycie Beneath the Remains (1989) jego dawnej formacji Sepultura. Na końcu utworu słychać hałasujące tłumy, zaczerpnięte z nagrania występu Boba Marleya, przy okazji ogłoszenia niepodległości Zimbabwe w 1980.
Na płycie pojawiło się wielu gości: wokaliści Tom Araya (Slayer), Corey Taylor (Slipknot), Chino Moreno (Deftones) i Sean Lennon (syn Johna Lennona). Wspomniany Lennon wyprodukował także piosenkę, w której zaśpiewał tj. „Son Song”, a pierwotnie chciał jej nadać tytuł „Stardust”. Opowiada ona o utracie ojców przez synów. Z racji na sporą liczbę muzyków płyta jest określana przez Maxa Cavalerę jako album gości. Z tego jednak względu płyta bywała krytykowana, podobnie jak za to, że zarzucano jej styl nu metalu.
Autorem okładki do płyty był Neville Garrick, wcześniej wykonujący obrazy do płyt Boba Marleya.
Wydawnictwo dotarło do 32. miejsca listy Billboard 200 w Stanach Zjednoczonych sprzedając się w nakładzie 226 569 egzemplarzy. Według danych z kwietnia 2002 album sprzedał się w nakładzie 226 569 egzemplarzy na terenie Stanów Zjednoczonych. Nagrania dotarły do 22. miejsca listy OLiS.

## Lista utworów
1. „Back to the Primitive” – 4:20
2. „Pain” – 3:40
3. „Bring It” – 3:22
4. „Jumpdafuckup” – 5:11
5. „Mulambo” – 4:19
6. „Son Song” – 4:17
7. „Boom” – 4:56
8. „Terrorist” – 3:46
9. „The Prophet” – 2:57
10. „Soulfly II” (instrumentalny) – 6:04
11. „In Memory of...” – 4:36
12. „Flyhigh” – 4:48

Utwory bonusowe
13. „Eye For An Eye” (Live) – 3:50
14. „Tribe” (Live) – 6:24
15. „Soulfire” – 5:14
16. „Soulfly” (Universal Spirit Mix) – 6:08
Znalazły się one w wersji Digipack - Edycja limitowana, Roadrunner Records, 2000 - nr RR8565.

## Twórcy
Skład zespołu
- Max Cavalera - gitara elektryczna, śpiew
- Mikey Doling - gitara elektryczna
- Marcello Dias - gitara basowa
- Joel Nunez - perkusja

Gościnnie
- Sean Lennon - śpiew w utworze „Son Song” oraz producent
- Corey Taylor (Slipknot) - śpiew w utworze „Jumpdafuckup”
- Chino Moreno (Deftones) - śpiew w utworze „Pain”
- Grady Avenell (Will Haven) - śpiew w utworze „Pain”
- Tom Araya (Slayer) - śpiew w utworze „Terrorist”
- Cutthroat Logic – śpiew w utworze „In Memory Of”
- Asha Rabouin – śpiew w utworze „Flyhigh”

Inni
- Meia Noite – perkusja
- Larry McDonald – perkusja
- Toby Wright – producent muzyczny, pojawił się w utworach 2, 3, 4, 6, 7, 9, 10, 11 i 12
- Neville Garrick – projekt okładki, fotografie
- Andy Wallace – miksowanie
- George Marino – mastering